# Eleições legislativas na Dinamarca em 2019
As eleições legislativas dinamarquesas de 2019 realizaram-se em 5 de junho de 2019, para eleger 179 deputados do Folketing - o Parlamento da Dinamarca, sendo 175 mandatos apurados pela Dinamarca, 2 pelas Ilhas Faroé e 2 pela Groenlândia.
As eleições resultaram em uma vitória para o "bloco vermelho", compreendendo partidos que apoiaram o líder dos social-democratas, Mette Frederiksen, como candidata a primeiro-ministro. O "bloco vermelho" - formado pelos social-democratas, os sociais liberais, o Partido Popular Socialista e a Aliança Vermelho-Verde - conquistou 91 dos 179 assentos, garantindo uma maioria parlamentar.

## Partidos participantes

### Dinamarca
Os partidos que concorreram foram os seguintes:
| Partido | Partido                     | Partido | Ideologia                | Espectro                  | Deputados |
| ------- | --------------------------- | ------- | ------------------------ | ------------------------- | --------- |
|         | Partido Social-Democrata    | A       | Social-democracia        | Centro-esquerda           | 46 / 175  |
|         | Partido Popular Dinamarquês | O       | Populismo de direita     | Direita/Extrema-direita   | 37 / 175  |
|         | Partido Liberal             | V       | Conservadorismo liberal  | Centro-direita            | 34 / 175  |
|         | Aliança Vermelha e Verde    | Ø       | Socialismo               | Esquerda/Extrema-esquerda | 14 / 175  |
|         | Aliança Liberal             | I       | Liberalismo clássico     | Centro-direita            | 13 / 175  |
|         | Alternativa                 | Å       | Ecologismo               | Centro-esquerda           | 10 / 175  |
|         | Partido Social-Liberal      | B       | Liberalismo social       | Centro/Centro-esquerda    | 8 / 175   |
|         | Partido Popular Socialista  | F       | Socialismo democrático   | Centro-esquerda/Esquerda  | 7 / 175   |
|         | Partido Popular Conservador | C       | Conservadorismo          | Centro-direita            | 6 / 175   |
|         | Democratas-Cristãos         | K       | Democracia cristã        | Centro/Centro-direita     | 0 / 175   |
|         | Nova Direita                | D       | Conservadorismo nacional | Direita/Extrema-direita   | 0 / 175   |
|         | Klaus Riskær Pedersen       | E       | Populismo                | Centro-direita            | 0 / 175   |
|         | Rumo Rigoroso               | P       | Nacionalismo étnico      | Extrema-direita           | 0 / 175   |

### Ilhas Faroé
Os partidos que concorreram foram os seguintes:
| Partido | Partido                  | Ideologia                              | Espectro               | Deputados |
| ------- | ------------------------ | -------------------------------------- | ---------------------- | --------- |
|         | Partido da República     | Socialismo democrático Independentismo | Esquerda               | 1 / 2     |
|         | Partido Social-Democrata | Social-democracia Unionismo            | Centro-esquerda        | 1 / 2     |
|         | Partido Unionista        | Conservadorismo liberal Unionismo      | Centro-direita         | 0 / 2     |
|         | Partido Popular          | Conservadorismo Independentismo        | Centro-direita/Direita | 0 / 2     |
|         | Partido do Progresso     | Liberalismo clássico Independentismo   | Centro-direita         | 0 / 2     |
|         | Partido da Autonomia     | Liberalismo Independentismo            | Centro                 | 0 / 2     |

### Groenlândia
Os partidos que concorreram foram os seguintes:
| Partido | Partido               | Ideologia                              | Espectro              | Deputados |
| ------- | --------------------- | -------------------------------------- | --------------------- | --------- |
|         | Partido do Povo       | Socialismo democrático Independentismo | Esquerda              | 1 / 2     |
|         | Nunatta Qitornai      | Social-democracia Independentismo      | Centro-esquerda       | 1 / 2     |
|         | Avante                | Social-democracia Independentismo      | Centro-esquerda       | 0 / 2     |
|         | Partido da Comunidade | Conservadorismo liberal Unionismo      | Centro-direita        | 0 / 2     |
|         | Democratas            | Liberalismo Unionismo                  | Centro/Centro-direita | 0 / 2     |
|         | Partido Naleraq       | Populismo Independentismo              | Centro                | 0 / 2     |
|         | Partido da Cooperação | Liberalismo clássico Unionismo         | Centro-direita        | 0 / 2     |

### Blocos Parlamentares
| Bloco | Bloco                      | Partido   | Dinamarca | Faroé     | Gronelândia |
| Bloco | Bloco                      | Partido   | Deputados | Deputados | Deputados   |
| ----- | -------------------------- | --------- | --------- | --------- | ----------- |
|       | Azul (Centro-direita)      | O,V,I,C,K | 90 / 175  | 90 / 177  | 91 / 179    |
|       | Vermelho (Centro-esquerda) | A,Ø,Å,B,F | 85 / 175  | 87 / 177  | 88 / 179    |

## Resultados Oficiais

### Dinamarca
| Partido                 | Partido                     | Votos     | %               | +/-   | Deputados | +/-     |
| ----------------------- | --------------------------- | --------- | --------------- | ----- | --------- | ------- |
|                         | Partido Social-Democrata    | 915 393   | 25,93 / 100,00  | 0,35  | 48 / 175  | 1       |
|                         | Partido Liberal             | 825 486   | 23,39 / 100,00  | 3,92  | 43 / 175  | 9       |
|                         | Partido Popular Dinamarquês | 308 219   | 8,73 / 100,00   | 12,35 | 16 / 175  | 21      |
|                         | Partido Social-Liberal      | 304 273   | 8,62 / 100,00   | 4,04  | 16 / 175  | 8       |
|                         | Partido Popular Socialista  | 272 093   | 7,71 / 100,00   | 3,52  | 14 / 175  | 7       |
|                         | Aliança Vermelha e Verde    | 244 664   | 6,93 / 100,00   | 0,93  | 13 / 175  | 1       |
|                         | Partido Popular Conservador | 233 349   | 6,61 / 100,00   | 3,26  | 12 / 175  | 6       |
|                         | Alternativa                 | 104 148   | 2,95 / 100,00   | 1,85  | 5 / 175   | 4       |
|                         | Nova Direita                | 83 228    | 2,36 / 100,00   | Novo  | 4 / 175   | Novo    |
|                         | Aliança Liberal             | 82 228    | 2,33 / 100,00   | 5,20  | 4 / 175   | 9       |
| Barreira de 2,00%       |                             |           |                 |       |           |         |
|                         | Rumo Rigoroso               | 63 091    | 1,79 / 100,00   | Novo  | 0 / 175   | Novo    |
|                         | Democratas-Cristãos         | 61 215    | 1,73 / 100,00   | 0,90  | 0 / 175   | Estável |
|                         | Klaus Riskær Pedersen       | 29 617    | 0,84 / 100,00   | Novo  | 0 / 175   | Novo    |
| Votos Inválidos         | Votos Inválidos             | 37 437    | 1,05 / 100,00   | 0,10  |           |         |
| Total                   | Total                       | 3 567 196 | 100,00 / 100,00 |       | 175 / 175 |         |
| Eleitorado/Participação | Eleitorado/Participação     | 4 219 537 | 84,54 / 100,00  | 1,35  |           |         |
| Fonte                   | Fonte                       | [ 9 ]     | [ 9 ]           | [ 9 ] | [ 9 ]     | [ 9 ]   |

### Ilhas Faroé
| Partido                 | Partido                  | Votos  | %               | +/-    | Deputados | +/-     |
| ----------------------- | ------------------------ | ------ | --------------- | ------ | --------- | ------- |
|                         | Partido Unionista        | 7 349  | 28,3 / 100,0    | 4,8    | 1 / 2     | 1       |
|                         | Partido Social-Democrata | 6 630  | 25,5 / 100,0    | 1,2    | 1 / 2     | Estável |
|                         | Partido Popular          | 6 181  | 23,8 / 100,0    | 5,1    | 0 / 2     | Estável |
|                         | Partido da República     | 4 830  | 18,6 / 100,0    | 5,9    | 0 / 2     | 1       |
|                         | Partido do Progresso     | 639    | 2,5 / 100,0     | 0,7    | 0 / 2     | Estável |
|                         | Partido da Autonomia     | 333    | 1,3 / 100,0     | 0,4    | 0 / 2     | Estável |
| Votos Inválidos         | Votos Inválidos          | 244    |                 |        |           |         |
| Total                   | Total                    | 26 206 | 100,00 / 100,00 |        | 2 / 2     |         |
| Eleitorado/Participação | Eleitorado/Participação  | 37 259 | 70,3 / 100,0    | 4,7    |           |         |
| Fonte                   | Fonte                    | [ 10 ] | [ 10 ]          | [ 10 ] | [ 10 ]    | [ 10 ]  |

### Gronelândia
| Partido                 | Partido               | Votos | % | +/-  | Deputados | +/-  |
| ----------------------- | --------------------- | ----- | - | ---- | --------- | ---- |
|                         | Partido do Povo       |       |   |      |           |      |
|                         | Avante                |       |   |      |           |      |
|                         | Partido da Comunidade |       |   |      |           |      |
|                         | Democratas            |       |   |      |           |      |
|                         | Partido Naleraq       |       |   |      |           |      |
|                         | Nunatta Qitornai      |       |   | Novo |           | Novo |
|                         | Partido da Cooperação |       |   | Novo |           | Novo |
| Votos Inválidos         |                       |       |   |      |           |      |
| Total                   | Total                 |       |   |      | 2 / 2     |      |
| Eleitorado/Participação |                       |       |   |      |           |      |
| Fonte                   |                       |       |   |      |           |      |

### Resultados por Blocos
| Bloco | Bloco                      | Partido   | Dinamarca | +/- |
| Bloco | Bloco                      | Partido   | Deputados | +/- |
| ----- | -------------------------- | --------- | --------- | --- |
|       | Vermelho (Centro-esquerda) | A,Ø,Å,B,F | 96 / 175  | 11  |
|       | Azul (Centro-direita)      | O,V,I,C,K | 79 / 175  | 11  |